# 14 Intelligence Company
La 14 Intelligence and Security Company, ou « 14 Int », surnommée « the Det » (pour Detachment), est une unité clandestine de renseignement de l'armée britannique, créée dans les années 1970 pour mener des opérations de renseignement en Irlande du Nord. Elle était prétendue appartenir à l'Intelligence Corps, et elle aurait constitué le noyau du Special Reconnaissance Regiment (SRR) lorsque celui-ci l'a absorbée lors de sa création en 2005.

## Création
Lors du début des « troubles » en Irlande du Nord, en 1969, les unités classiques étaient peu adaptées au théâtre d'opérations. À l'initiative du général Kitson, la Military Reaction Force (MRF), dotée d'un effectif d'une quarantaine d'hommes, fut constituée. À la suite de certains échecs opérationnels, elle fut dissoute en 1973. L'année suivante fut créée la 14th Intelligence Company.

## Recrutement et formation
Les membres de la 14 Int étaient recrutés parmi des volontaires toutes les unités des forces armées britanniques, hommes et femmes. Le stage de sélection et de formation durait six mois. L'entraînement était assuré conjointement par le Special Air Service (SAS) et les services de renseignement militaires. Les recrues sont formées aux techniques de surveillance, de communication, de conduite rapide, de tir de combat.

## Articulation opérationnelle
En Irlande du Nord, à partir de 1978, les renseignements recueillis étaient orientés vers un des trois Tasking and Coordination Group (TCG), chargé de coordonner les renseignements entre les unités de la police et de l'armée. Les agents du 14 Int pouvaient recevoir l'appui des unités classiques de la police royale de l'Ulster (RUC) ou de l'armée. De plus, étant donné qu'on les considérait comme qualifiés seulement pour le recueil de renseignement, lorsque la poursuite d'une opération impliquait risques élevés d'affrontements violents, ils cédaient la place au Special Air Service.

## Possible fait d'armes
Le 17 mars 1978, Francis Hughes[réf. nécessaire], membre de l'IRA provisoire, alors l'homme le plus recherché d'Irlande du Nord, a été arrêté à la suite d'une fusillade avec deux membres des forces de sécurité. À l'époque, tous les hommes appartenant à des unités spéciales étaient considérés comme membre du SAS par la presse, cependant il est probable qu'ils appartenaient en réalité au « Det ».

## Polémiques et accusations de collusion
La 14 Int a été accusée d'agir en collusion avec les paramilitaires loyalistes par les anciens agents de renseignement Fred Holroyd (en) et  Colin Wallace (en), notamment à propos de la mort d'un membre haut placé de l'IRA provisoire, Francis Green, de la « tuerie du Miami Showband », et des attentats à la bombe de Dublin et Monaghan,,,,.